# موسی شنفینکل
مویسی ایلیچ شنفینکل (به روسی: Моисей Исаевич Шейнфинкель; زاده ۴ سپتامبر ۱۸۸۹ - درگذشته ۱۹۴۲) فیلسوف و ریاضی‌دان روس بود که منطق ترکیبی را بنیان‌گذاری کرد.